# Ordnance QF 3 pounder Vickers
Die QF 3 pounder Vickers war ein vom britischen Hersteller Vickers entwickeltes Schiffsgeschütz zur Abwehr von schnellen gegnerischen Schiffseinheiten wie zum Beispiel den damals gerade aufkommenden Torpedobooten. Das Geschütz wurde auf vielen Kriegsschiffen vor und während des Ersten Weltkriegs als Schnellfeuergeschütz zur Torpedobootabwehr verwendet. Obwohl leistungsstärker als die QF 3 pounder Hotchkiss, war die Kanone schon zu Beginn des Ersten Weltkriegs veraltet, sie wurde trotzdem als Ersatz für das ebenfalls veraltete QF 3 pounder Hotchkiss-Geschütz verwendet.

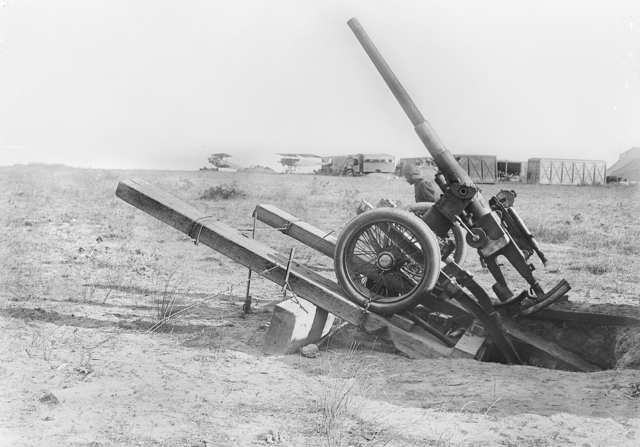
QF 3pdr Vickers als improvisiertes Flugabwehrgeschütz Tenedos Dardanellen 1915

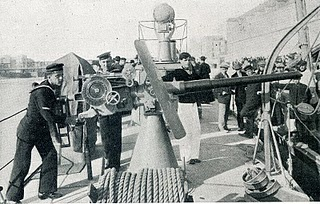
QF 3pdr (47 mm) Vickers

Die QF 3 pounder Vickers wurde, genauso wie die von ihr zu ersetzende QF 3 pounder Hotchkiss, noch während des Ersten Weltkriegs von den schweren Schiffseinheiten der Royal Navy entfernt.

## Entwicklungsgeschichte und Einsatz
Als Nachfolgegeschütz der QF 3 pounder Hotchkiss entwickelt, wurde das Geschütz erstmals 1910 getestet und von der Royal Navy akzeptiert. Beginnend ab 1910 wurden Schiffe der Royal Navy mit diesem Geschütz ausgestattet. Der vollständige Ersatz der QF 3 pounder Hotchkiss auf bereits vorhandenen Kriegsschiffen der Royal Navy wurde ebenso angestrebt, konnte aber aufgrund des beginnenden Ersten Weltkriegs nicht mehr verwirklicht werden. Als sich schon zu Kriegsbeginn herausstellte, dass das Geschütz ebenso veraltet war wie sein Vorgängermodell, wurde von einem kompletten Ersatz abgesehen und die Geschütze wurden von den schweren Einheiten der Royal Navy entfernt. Das Geschütz verblieb auf anderen Kriegsschiffen, vornehmlich Kreuzern und wurde auch auf kleineren Einheiten und Handelsschiffen angebracht.
Überzählige Geschütze wurden als leichte Feldgeschütze aufgebraucht.

### Verwendung in der Royal Navy
Die QF 3 pounder Vickers wurde auf folgenden Schiffseinheiten der Royal Navy verwendet (Auszug):
- Bellerophon-Klasse – Schlachtschiffe (als Ersatz für 3 pdr Hotchkiss)
- St.-Vincent-Klasse – Schlachtschiffe (Erstausstattung)
- Neptune – Schlachtschiff (Erstausstattung)
- Colossus-Klasse – Schlachtschiffe (Erstausstattung)
- Orion-Klasse – Schlachtschiffe (Erstausstattung)
- King-George-V-Klasse – Schlachtschiffe (Erstausstattung)
- Iron-Duke-Klasse – Schlachtschiffe (Erstausstattung)
- Erin – Schlachtschiff
- Canada – Schlachtschiff
- Queen-Elizabeth-Klasse – Schlachtschiffe (nur noch als Salutgeschütz)
- Revenge-Klasse – Schlachtschiffe (nur noch als Salutgeschütz)
- Town-Klasse – Leichter Kreuzer
- Boadicea-Klasse – Aufklärungskreuzer
- Blonde-Klasse – Aufklärungskreuzer
- Active-Klasse – Aufklärungskreuzer
- Flower-Klasse – Sloop

### Zwischenkriegszeit und Zweiter Weltkrieg

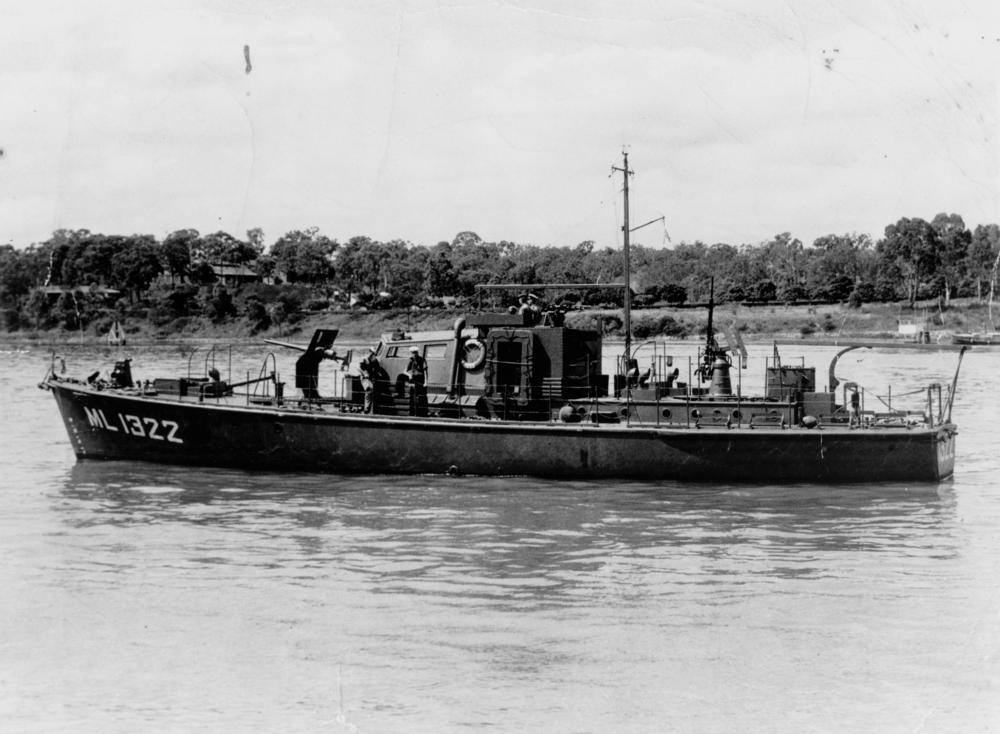
Royal Australian Naval ship ML 1322 mit 3 pdr Vickers auf dem Vorschiff, in der Colmslie Naval Base Brisbane ca. 1944

Die Geschütze wurden nach dem Ersten Weltkrieg nicht mehr auf größeren Kriegsschiffen verwendet, bis zum Ende des Zweiten Weltkriegs aber vereinzelt als Geschütz für kleinere Schiffseinheiten verwendet. Aus der QF 3pdr Vickers wurde auch die Panzerkanone OQF 3pdr Vickers entwickelt, die in den britischen Panzern Vickers A1E1 Independent und Vickers Medium Mark I, Vickers Medium Mark II sowie dem Vickers Medium Mark III Verwendung fand.

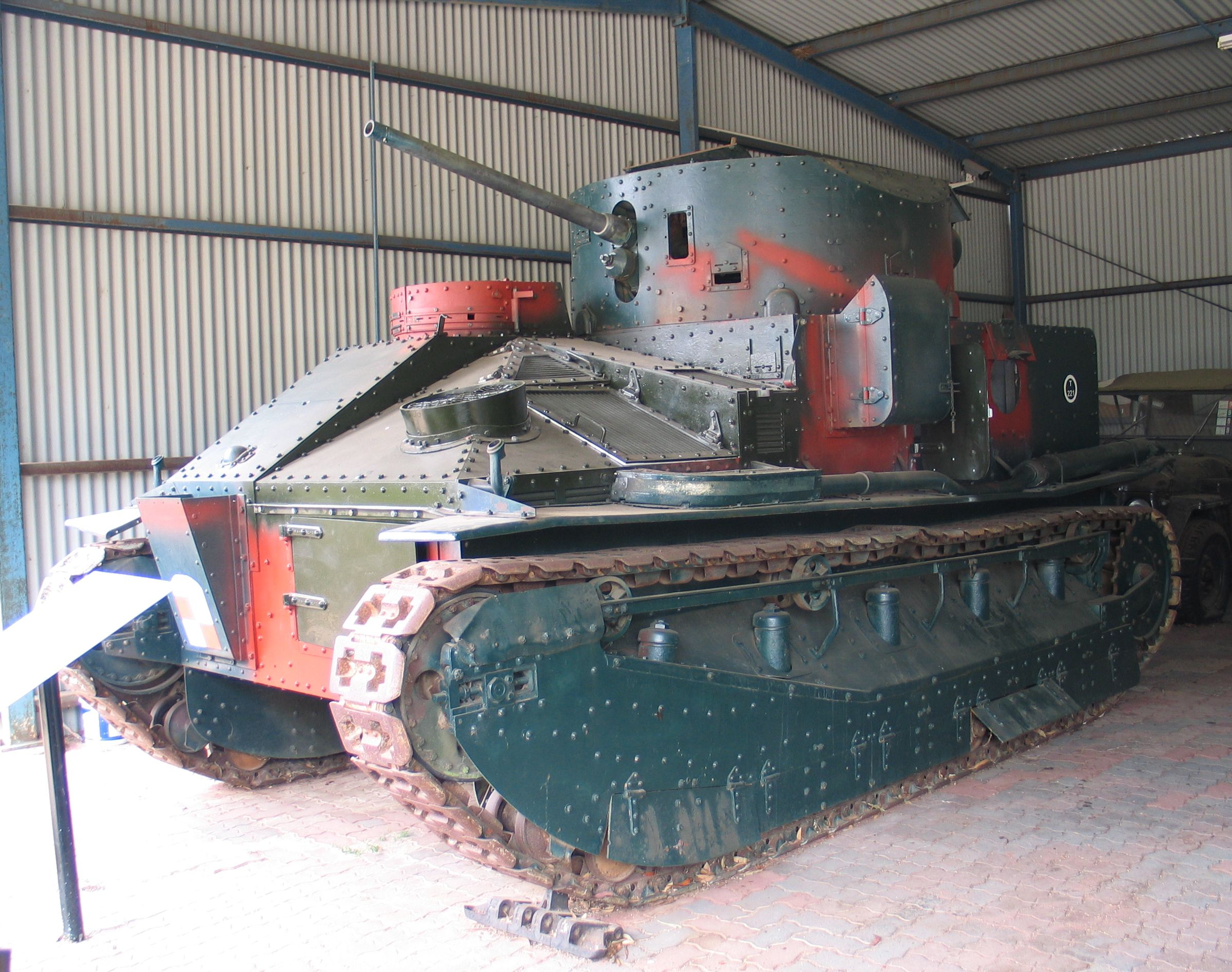
Vickers Medium Mark II* Special